# Station Golmud
Station Golmud is het centrale spoorwegstation in de stad Golmud in de Chinese provincie Qinghai. Het station bevindt zich op een hoogte van 2829 meter. Het station ligt onder meer aan de Peking-Lhasa-spoorlijn.